# فيرناندو تيليشيا
فيرناندو تيليشيا (بالإسبانية: Fernando Telechea)‏ (6 أكتوبر 1981 ببالكارسي في الأرجنتين - ) هو لاعب كرة قدم أرجنتيني في مركز الهجوم. لعب مع أتلتيكو باتروناتو وتيغري وكيلمس ونادي أتليتيكو كولون.

## وصلات خارجية
- فيرناندو تيليشيا على موقع قاعدة بيانات كرة القدم.إي يو (الإنجليزية)
- فيرناندو تيليشيا على موقع Soccerway.com (الإنجليزية)